# Soulful Touches
Soulful Touches è una raccolta realizzata e prodotta da Pino Presti. Distribuita e diffusa dal febbraio 2025 nei principali store digitali, è costituita da 10 tracce realizzate in due epoche diverse, a partire dagli anni ’80 per arrivare agli anni 2020. Sette sono tratte dagli album Sharade (2023) e 1st Round (Digital remastered 2024). 
Sono due i brani risalenti a registrazioni degli anni '80 effettuate a Milano e mai pubblicati ufficialmente: When I Fall In The Night e la beatlesiana cover di And I Love Her. 

## Generi Musicali
Vari sono i generi musicali presenti nell'album, dal pianoforte classico di Heavenly Sky suonato da Claudio Calzolari, alla Lounge-Ambient elettronica, allo Smooth jazz, al pop di And I Love Her e When I Fall In The Night.

## Tracce
1. Heavenly Sky - (C. Calzolari, A.Verardi) 2:11
2. Deep Colors - (P. Presti, C. Calzolari, A. Calzolari) 4:25
3. Whel I Fall In The Night -  (L. Beretta, U. Prous D. Barreto, P.Presti) 2:40
4. And I Love Her -  (P. McCartney, J. Lennon ) 3:30
5. Sunny -  (B. Hebb) 4:31
6. Janie - (A. Calzolari, A. Verardi) 3:22
7. My Space - (C. Calzolari, C. Mazzella) 2:44
8. Blue Infinity  - (C. Calzolari) 3:13
9. Flying - (C. Calzolari) 2:34
10. Impromptu (Edit) - (C. Calzolari, P. Presti) 2:33

### Crediti
- Artista: Pino Presti

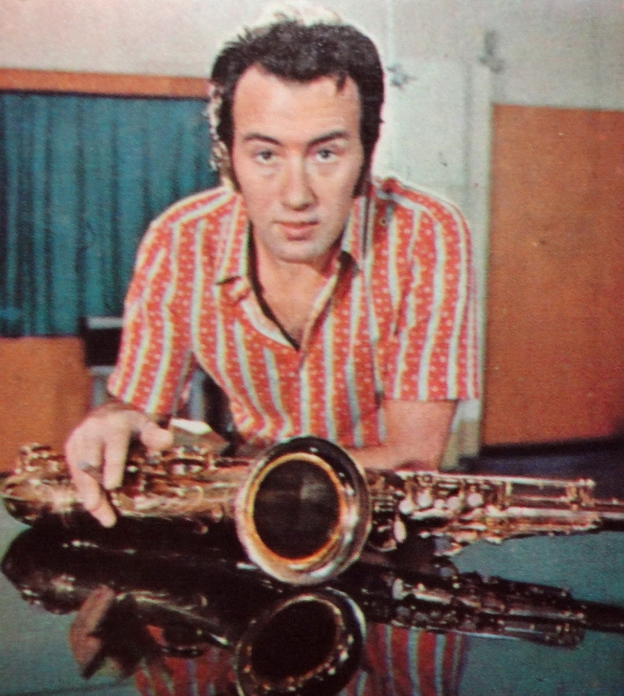
Gianni Bedori, sax contralto in When I Fall In The Night

- Claudio Calzolari: piano, tastiere, synth
- Andrea Calzolari: tastiere, synth
- Andrea Verardi: basso, fretless bass, mix
- Pino Presti: supervisione agli arrangiamenti;

basso, tastiere, voce, arrangiamenti in When I Fall In The Night, And I Love Her, Sunny
- Gianni Bedori: sassofono contralto in When I Fall In The Night
- Giorgio Baiocco: sassofono tenore e Bruno De Filippi, armonica, in Sunny
- When I Fall In The Night, And I Love Her registrati al New Profile Studio da Roberto Di Muro Villicich
- Sunny registrato alla Studio Regson da Paolo Bocchi
- Remastering: Gianluigi Tarnassi - Dynamic Studio (Milano)
- Prodotto da Pino Presti
- Immagine di copertina: Tania Cantone
- Distribuito da Planet Distribution